# Terminal Paralímpico Recreio
O Terminal Paralímpico Recreio ou Terminal Recreio é uma estação terminal do BRT TransOlímpica no bairro do Recreio dos Bandeirantes, no município do Rio de Janeiro.